# Liquid War
Liquid War (en español Guerra Líquida) es un juego de estrategia y acción en el cual el objetivo es conquistar las partículas de los otros jugadores. Está basado en el algoritmo del camino más corto diseñado por Thomas Colcombet y programado por Christian Mauduit.

## Descripción
El juego se desarrolla en un campo de batalla en 2D, que puede o no tener obstáculos. Cada jugador (de 2 a 6 jugadores, humanos o artificiales) tiene un ejército de partículas y un cursor con el que controla sus partículas. El objetivo es asimilar todas las partículas enemigas, o ser el jugador con más partículas asimiladas cuando finalice el tiempo. El jugador solo puede mover el cursor, pero no puede controlar directamente sus partículas, estas seguirán el camino más corto hacia el cursor. El jugador controla miles de partículas al mismo tiempo, cuando estas partículas se mueven hacia el cursor dan la apariencia de un líquido. Cuando una partícula choque contra una partícula enemiga, estas lucharán y si el enemigo no responde al ataque (si no va en dirección contraria), será asimilada. Las partículas nunca mueren, solamente cambian de jugador (se asimilan) por lo que la cantidad de partículas en el campo de batalla siempre es la misma.
Hay muchos mapas con diferentes obstáculos (o bien, sin obstáculos) que afectan la estrategia del juego. 
Liquid War es un juego multijugador de hasta 6 jugadores, los cuales pueden ser humanos o controlados por la computadora mediante inteligencia artificial. También incluye (a partir de la versión 5.4.0) la opción de jugar en Internet o por LAN.
El juego está bajo la licencia GPL de GNU.

## La base del juego (el camino más corto)

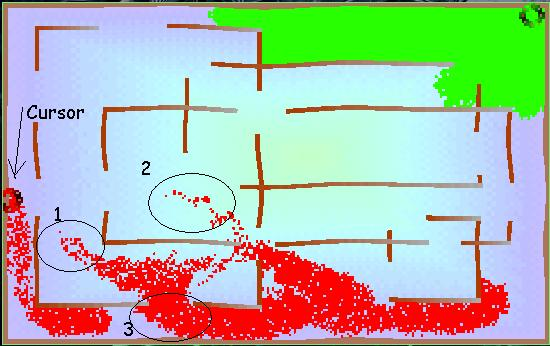
El camino más corto en el juego Liquid War

Dos posibles caminos más cortos entre los puntos A y B.

Thomas Colcombet tenía la idea de desarrollar un juego similar al Warcraft, un juego de estrategia en el que enfrentan humanos contra orcos, el jugador tiene el control de las unidades y con un cursor marca hacia donde quiere que se posicionen y las unidades van a dirigirse hacia dicho lugar siguiendo el camino más corto entre la posición actual y la posición de destino. Thomas desarrolló las primeras versiones del algoritmo pero la idea del Warcraft fue abandonada y basándose enteramente en el algoritmo, programó Liquid War. El juego solo agrega la asimilación entre las partículas, el resto es el algoritmo el camino más corto. Las partículas seguirán al cursor buscando la forma más corta de llegar a través de los obstáculos. En la primera imagen se ve cómo las partículas del jugador rojo siguen al cursor y se aprecia cómo en el círculo 3 las partículas eligen seguir para arriba en vez de seguir hacia la izquierda para luego ir en línea recta (círculo 1) hacia el cursor. La distancia más corta entre dos puntos está en una línea recta

## Jugando por red
Liquid War desde la versión 5.4.0 incorpora la posibilidad de jugar por Internet o LAN o cualquier otro tipo de Red informática. Se pueden usar cualquiera de los escenarios de juego que se disponen y se juega igual que en el juego dentro de la misma PC, añadiendo la opción de permitir o no jugadores controlados por la computadora. Los servidores tienen la opción de protegerse con contraseña y la capacidad máxima de jugadores es de 6.
A su vez al crear el servidor se puede registrar como "meta-server" en la página del Liquid War y así que aparezca en una lista junto con los demás servidores registrados

## Historia
El algoritmo del camino más corto que utiliza Liquid War fue diseñado por Thomas Colcombet antes de la creación del juego. El juego surgió cuando Thomas se dio cuenta de la utilidad del algoritmo en juegos. Christian Mauduit, amigo de Thomas Colcombet, programó el juego, lanzando la versión 3.0 el 1/7/1995. Fue un juego para DOS sin soporte para redes. La versión 5.0 fue lanzada el 26 de septiembre de 1998, fue completamente reprogramado y se usó la biblioteca Allegro. La incorporación de partidas por Internet se hizo en la versión 5.4.0, lanzada el 7 de julio de 2001.
En el año 2002, Liquid War ganó el premio Most Original Linux Game (el juego más original para Linux) otorgado por The Linux Game Tome. 

### Liquid War 1
Liquid War 1 fue la primera versión del juego, el algoritmo era muy pobre y la jugabilidad muy mala, pero daba la idea de qué se podía hacer con el algoritmo recién creado por Thomas Colcombet.
El propósito inicial de Thomas era crear un juego al estilo Warcraft, pero la idea nunca fue concluida.

### Liquid War 2
Esta versión fue una mejora del 1, lanzada unos días después que la versión anterior. Aún estaba programado en Pascal y es considerada una versión no jugable dado que:
- Requería una configuración muy compleja, a tal punto que para modificar el nivel había que editar el código y recopilarlo.
- El manejo del teclado era malo.
- Era muy lento.

### Liquid War 3

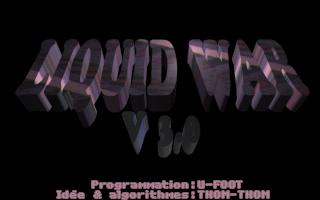
Pantalla de presentación del Liquid War 3

La primera versión verdaderamente jugable. Después de varias implementaciones en Pascal por Thomas, Christian Mauduit lo programó en C y algunas partes en ensamblador para un mejor rendimiento. Thomas Colcombet no tenía tiempo o motivación para programar el juego, pero tenía la idea, en cambio Christian no tenía grandes ideas pero tenía ganas y conocimientos en programación, así que Christian programó la idea de Thomas y el resultado fue Liquid War 3. Esta nueva versión era mucho más jugable y no requería recopilar el código para cambiar las configuraciones, pero la GUI no estaba muy desarrollada. La mayoría de la documentación del juego está en francés.

### Liquid War 4
Liquid War 4 fue un intento de hacer una versión en 32 bits de Liquid War, pero nunca se terminó de programar.

### Liquid War 5
Liquid War 5 está disponible desde 1998 para Microsoft Windows, Mac OS, FreeBSD y GNU/Linux.
Va a ser reemplazado por Liquid War 6 cuando éste termine su fase de desarrollo

### Incorporación con GNU
A partir de la versión 6, Liquid War forma parte del proyecto GNU. Christian Mauduit dijo que esta nueva versión va a dejar de usar la biblioteca Allegro para pasar a usar OpenGL. Hasta abril del 2009, la última versión lanzada como parte del proyecto GNU fue la 0.0.6 beta